# عدنان درويش
عدنان أحمد درويش (1348- 1435 هـ / 1929- 2014 م) باحث ومحقِّق سوري، وأستاذ جامعي. مدير إحياء التراث العربي في وِزارة الثقافة السورية، وعضو مراسل في مجمع اللغة العربية بدمشق.

## ولادته وتحصيله
وُلد أبو أحمد، عدنان بن أحمد درويش في حماة، سنة 1348هـ/ 1929م، تلقَّى تعليمه في المرحلة الابتدائية بمدرسة ملجأ الأيتام في حماة بحيِّ جورة حوَّا، ولم يكن يتيمًا، ولكنَّه درس فيها لأن والده الشيخ النحوي أحمد درويش كان من مؤسِّسيها ومدرِّسي اللغة العربية فيها. وأتمَّ دراسته الثانوية عام 1954.
ثم أكمل تحصيله في مصر فنال إجازة (ليسانس) في اللغة العربية وآدابها من كلية الآداب بجامعة القاهرة، عام 1958. ثم حصل على منحة من المعهد الفرنسي للدراسات العربية بدمشق، لمتابعة دراسته العليا في فرنسا، فنال شهادة  (دكتوراه) في التاريخ من جامعة ليون، عم 1972، وكان موضوع أطروحته "تحقيق قسم من تاريخ ابن قاضي شُهْبَة ودراسته" بإشراف المؤرِّخ المستشرق الفرنسي نيكيتا إيليسيف.

## وظائفه وأعماله
بدأ عمله الوظيفي عقب عودته من مصر، في وِزارة الثقافة السورية رئيسَ شعبةٍ في مديرية إحياء ونشر التراث العربي من عام 1959 حتى 1967، ثم عُيِّن مديرًا لمديرية إحياء التراث العربي منذ عام 1968، وأشرف على إخراج أكثر من مئة كتاب في مختلِف علوم التراث من تاريخ ولغة وأدب وشعر، إضافةً إلى سلسلة مختارات من التراث العربي.
درَّس عدنان درويش في كلية الآداب بجامعة دمشق، مادَّة المكتبة العربية لطلَّاب قسم اللغة العربية عدَّة سنوات، من 1978 حتى 1981. نهلوا فيها من خبرته وعلمه الشيء الكثير، وكان منهجه في تعليمهم منهجَ الأساتذة الكبار، يحاضر عليهم رؤوسَ أقلام، ثم يردُّهم عند التحضير والدراسة إلى المراجع والأصول والكتب الأمَّات.

## نشاطاته وعضوياته
- عضو مراسل في مجمع اللغة العربية بدمشق، عام 2000.[7]
- عضو مراسل لمعهد البحوث وتاريخ النصوص في المركز الوطني للبحث العلمي في باريس C.N.R.S.
- عضو في الهيئة العربية المشتركة لخدمة التراث التابعة للمنظمة العربية للتربية والثقافة والعلوم (أليكسو).
- عضو في لجنة اختيار الفائزين بجائزة الملك فيصل العالمية، في عامي 1997، و1998.
- عضو في جمعية المؤرِّخين المغاربة.
- عضو في هيئة تحرير مجلة الدراسات الشرقية في المعهد الفرنسي للدراسات العربية بدمشق.
- عضو مراسل في هيئة تحرير مجلة البحوث وتاريخ النصوص في المركز الوطني للبحث العلمي في باريس C.N.R.S.
- عضو في المجلس الأعلى للعلوم بدمشق.
- عضو في اللجنة الوطنية لحماية آثار مدينة شِبَام في اليمن.
- عضو مجلس الإدارة ولجنة المخطوطات في المكتبة الوطنية بدمشق (مكتبة الأسد سابقًا).
- عضو في اللجنة الوطنية لحماية آثار مدينة صُور في لبنان.

وحضر دورات في المخطوطات العربية، وسافر إلى أقطار عديدة للاطِّلاع على تراثها المخطوط، من ذلك: في مجمع اللغة العربية بدمشق عام 1960، وجمهورية بلغارية الشعبية عام 1963، والهند عام 1979، وتركيا عام 1983، وإيران عام 1991.

## كتبه وآثاره

#### في التحقيق
1. الجامع في أخبار أبي العلاء المعرِّي وآثاره، لمحمد سليم الجُندي، تحقيق وعناية بالاشتراك مع عبد الهادي هاشم،[د] مطبوعات مجمع اللغة العربية بدمشق، 1382هـ/ 1962م.[4][8]
2. الكلِّيات لأبي البقاء الكفَوي، بالاشتراك مع محمد المصري، ط1، وِزارة الثقافة دمشق، 1974. ط2، مؤسسة الرسالة ببيروت، 1993.
3. تاريخ ابن قاضي شُهْبَة، أربعة مجلَّدات، المعهد العلمي الفرنسي للدراسات العربية بدمشق ودار الجفَّان والجابي للطباعة والنشر بليماسول قبرص، 1977، 1994، 1994، 1997.
4. الجمهرة: مختارات من الشعر العربي، لمحمد مهدي الجَواهري، 3 أجزاء، وزارة الثقافة دمشق، 1985، 1990، 1991.[9]
5. شرح رَقْم الحُلَل في نَظْم الدُّوَل، للسان الدين ابن الخطيب، وِزارة الثقافة دمشق، 1990.
6. ذيل الدُّرَر الكامنة، لابن حجر، معهد المخطوطات العربية بالقاهرة، 1992.
7. دُرَر العقود الفَريدة في تراجم الأعيان المُفيدة، للمَقْرِيزي، جزءان، بالاشتراك مع محمد المصري، وِزارة الثقافة دمشق، 1995.
8. صَفِيُّ الدين الحِلِّي، لصلاح الدين الصَّفَدي، وِزارة الثقافة دمشق، 1996.

#### في الفهرسة
1. فهرس المخطوطات العربية المحفوظة في بلغاريا، جزءان، وِزارة الثقافة دمشق، 1969، 1974.
2. فهرس المخطوطات المصوَّرة المحفوظة في وزارة الثقافة، 15 جزءًا، وِزارة الثقافة دمشق، 1968- 1980.

#### ما أشرف عليه أو راجعه
1. ديوان الجواهري، محمد مهدي الجواهري،[10] خمسة أجزاء، وِزارة الثقافة دمشق، 1979- 1984.[11]
2. مختصر لآلئ العرب،[12] لسالم خليل رزق، خمسة أجزاء، تحقيق محمد المصري، د. علي أبو زيد، الجزء الخامس تحقيق خيرالدين محمود قبلاوي، وِزارة الثقافة دمشق، 1991.
3. طبقات الفقهاء الكُبرى، للعثماني.
4. خُلاصة العَسْجَد في سيرة الإمام محمد، للبَهْكَلِيِّ، بالاشتراك مع المستشرق الفرنسي توشيرير، المعهد الفرنسي للدراسات العربية بدمشق، 2000.
5. تاريخ مدينة صَنعاء، للرَّازي.
6. درُّ السَّحابة في مناقب القَرابة والصَّحابة، للإمام الشَّوكاني.
7. التاريخ المَنصُوري، مجمع اللغة العربية بدمشق.

#### بحوثه
له بحوث في عدد من كبريات الدوريات والمجلَّات العلمية العربية، منها مجلة مجمع اللغة العربية بدمشق، ومجلة معهد المخطوطات العربية بالقاهرة، ومجلة الدراسات الشرقية في المعهد الفرنسي للدراسات العربية، ومجلة التراث العربي بدمشق،  ومجلة الفكر العربي المعاصر ببيروت.

## صفاته
وصفه الأديب الأستاذ عبد الله بن أحمد راتب النفاخ بقوله: وهبَ عدنان درويش حياته، وأمضى سِني عمله التي أربت على الأربعين مديرًا لإحياء التراث العربي بوِزارة الثقافة السورية، رافضًا عروضَ السفر أو التدريس أو حتى الظهور في الإعلام إلا نادرًا، مصمِّمًا ألا تكونَ له إلا غاية واحدة من وراء ما يعمل: خدمة أمَّته ووطنه وإعلاء شأنهما، بإبراز تراثها وكشف الحجُب عن كنوزها.. وكان من أهل التواضُع الحقِّ ذا نفسٍ مرهفة حسَّاسة رصينة، يكره كلَّ وُصوليٍّ متعالم متهتِّك يسلك درب الانتهازية. ولكثرة أولئك في وسط من يدَّعون العلم والعمل في التراث، آثر الانعزال شيئًا فشيئًا، إذ كان من أشدِّ كارهي المُنافرات؛ لا طلبًا للسلامة، بل ترفُّعًا عن الدنايا ووضع النفس دون مواضعها، ولئن مُثِّلت صفة الترفُّع عن الصغائر والعلوِّ بالنفس عن كل موطن للإسفاف بشَرًا، فما أُراها كانت ستَلقى خيرًا منه في زماننا.. لقد علَمًا لا في علمه الغزير فحسب، بل في خُلُقه ومبادئه التي عضَّ عليها بناجذيه والتزمها حتى طَواه الرَّدى وهو على ما هو، العزَّةُ كلها والحزم كله والصدق كله.

## وفاته
توفي عدنان درويش في دمشق، يوم الأربعاء 29 رجب 1435هـ الموافق 28 مايو (أيَّار) 2014م، وصُلِّيَ عليه في جامع عبد الرحمن بن أبي بكر الصدِّيق قربَ منزله بدمشق، ثم وُورِيَ في الثَّرى في مقبرة اللَّوَّانِ بكَفَرْسُوسَة.

## الملاحظات
1. ↑  في "موسوعة أعلام سورية" للبواب 2/ 280: ولد في حلب، وهو خطأ!
2. ↑   هذا تاريخ ولادته الصحيح، والتاريخ المسجَّل في أوراقه الرسمية عام 1931. صرَّح بهذا بنفسه، على ما نقله عنه الأستاذ بسام الجابي في مقالته.
3. ↑  في "معجم المؤلفين السوريين" لعبد القادر عيَّاش ص190، و"موسوعة أعلام سورية" للبواب 2/280: حصل على الإجازة في الأدب العربي من جامعة دمشق، وهو خطأ.
4. ↑   أثبت على غلافه اسم عبد الهادي هاشم وحدَه، وذكر في التمهيد بين يدي النسخة، أن عدنان درويش آزره في كلِّ ما عمل به في إخراج الكتاب.